# Nyerges-tető
A Nyerges-tető vagy Nyergestető (románul: Piatra Niergeș) egy 878 méter magas hágó Hargita megyében, Romániában, a Háromszéki-medencét és a Csíki-medencét összekötő átjáró a Csíki-havasok és a Torjai-hegység között.
A Csíkkozmás és Kászonújfalu települések közötti vízválasztón helyezkedik el. Leginkább az 1848–49-es forradalom és szabadságharc egyik utolsó székelyföldi színhelyeként ismert.
A hely tengerszint feletti magassága 878 vagy 895 méter.

## Története
A hágó számtalan véres ütközet helyszíne volt a tatár és török beütésekkor, valamint a szabadságharc idején.

### 1848–1849
1849. augusztus 1-jén Gál Sándor tábornok Tuzson János alezredes vezetése alatt mintegy 1000 honvédjére bízta a szoros védelmét. A székelyek élet-halál harcot vívtak az Eduard Clam-Gallas osztrák tábornok vezette, 12 000 főt számláló osztrák és orosz csapatokból álló ellenséges hadsereg ellen. A székelyek hosszú ideig sikeresen kitartottak, azonban az orosz-osztrák sereg bekerítéssel fenyegette őket, így Tuzson feladta a hadállásokat és elvonult, majd megmaradt katonáival Gál Sándorhoz csatlakozott.
Egyes legendák szerint Tuzsonnak mindössze 200 honvédje volt, és egy kászoni román pásztor vezette a hátukba az ellenséget, azonban ezt sem a történészek, sem Tuzson visszaemlékezései nem erősítik meg.

### Napjainkban
A csata helyszínén emlékoszlop őrzi a csatában elesett székely hősök emlékét. Az emlékművet Poulini János csíkzsögödi kőfaragó mester készítette el ,,honleányok" adományának segítségével. A szobor avatása 1897 augusztusában volt, egy nagyszabású ünnepség keretén belül. Az eseményen jelen volt a kis székely sereg vezére, Tuzson János is. 1990 óta minden évben március 15-én népes hallgatóság jelenlétében emlékeznek meg a „Székelyföldi Thermopülé” hőseiről.
Az emlékművel átellenben, az erdő szélén lévő területen, egy tömegsírba hantolták el akkor az ütközet áldozatait, akiknek emlékét többek közt számtalan kisebb-nagyobb fa- és vaskereszt, valamint számtalan kopjafa őrzi.
Tágas parkoló, pihenő, tájékoztató táblák illetve egy Történelmi Kávéház is várja manapság az erre utazó kirándulókat.